# Nils Olav
Sir Nils Olav III. dandártábornok az edinburghi állatkert királypingvinje. A norvég királyi gárda kabalája és ezredtulajdonosa. A név és a katonai rendfokozat öröklődik, 1972 óta három pingvin viselte, a jelenlegi Nils Olav III.

## Katonai pályafutása
Christian Salvesen norvég iparmágnás családja egy királypingvint adományozott az edinburghi állatkertnek, amikor az 1913-ban megnyitott.
Amikor 1961-ben a norvég királyi gárda részt vett az edinburghi katonai parádén, Nils Egelien hadnagy figyelmét felkeltette az állatkert pingvinállománya. Amikor a gárda 1972-ben visszatért a városba, Egelien javaslatára örökbe fogadtak egy pingvint. Az állat a Nils Olav nevet kapta, Nils Egelien és V. Olaf norvég király után.
Nils Olav először őrvezetői rangot kapott a gárdánál, majd minden látogatáskor előléptették. 1982-ben tizedes lett, 1987-ben őrmester. Nils Olav I nem sokkal előléptetése után elpusztult, helyét az akkor kétéves Nils Olav II vette át, akit 1993-ban főtörzsőrmesterré léptettek elő. 2005-ben ezredtulajdonos lett. Ugyanebben az évben az állatkert megkapta Nils bronzszobrát is.
2008-ban V. Harald norvég király jóváhagyásával lovaggá ütötték, így Nils lett az első pingvin, akit ilyen megtiszteltetés ért a norvég hadseregben. A ceremóniát több százan követték figyelemmel, a katonai parádén 130 gárdista vonult fel, felolvasták a király üzenetét, melyben Nilsről úgy nyilatkozott, hogy olyan pingvin, aki mindenféleképp megérdemli, hogy lovaggá üssék.
Nils Olav III valamikor 2008 és 2016 között vette át a szerepet. 2016-ban dandártábornokká léptették elő, a királyi gárda több mint 50 tagjának jelenlétében. Nils Olav így most magasabb rangban van mint Nils Egelien.

## Fordítás
Ez a szócikk részben vagy egészben  a   Nils Olav című angol Wikipédia-szócikk ezen változatának fordításán alapul.  Az eredeti cikk szerkesztőit annak laptörténete sorolja fel. Ez a jelzés csupán a megfogalmazás eredetét és a szerzői jogokat jelzi, nem szolgál a cikkben szereplő információk forrásmegjelöléseként.